# Melbu
Melbu ist eine Ortschaft in der norwegischen Kommune Hadsel auf der Inselgruppe der Vesterålen in der Provinz (Fylke) Nordland. Der Ort hat 2277 Einwohner (Stand: 1. Januar 2024). Melbu liegt einige Kilometer südlich der Hadseløya.
Über die Europastraße 10 ist Melbu per Fährverbindung mit der Gemeinde Fiskebøl und über Brücken mit Stokmarknes verbunden. Der nächstgelegene Flughafen befindet sich ebenfalls im ca. 25 Straßenkilometer entfernten Stokmarknes.
Melbu war früher Anlegestelle der Postschiffslinie Hurtigruten.

## Persönlichkeiten
- Lars Andreas Larssen (1935–2014), Schauspieler und Moderator